# Cadwallader Colden Washburn
Cadwallader Colden Washburn (Livermore, 22 aprile 1818 – Eureka Springs, 14 maggio 1882) è stato un politico e militare statunitense.
Fu membro della camera dei rappresentanti degli Stati Uniti per il Wisconsin dal 1855 al 1871 e l'11º governatore del Wisconsin dal 1872 al 1874.  Membro della famiglia Washburn del Maine, prestò servizio come maggiore generale nell'esercito dell'Unione durante la guerra civile americana.